# Johann Elias Ridinger
Johann Elias Ridinger (Ulm, 1698. február 16. – Augsburg, 1767. április 10.) német festő, rézmetsző, rajzoló, kiadó. Az állat tematikájú rézmetszetek egyik legnagyobb német mestere, művein gyakorta lovakat, kutyákat, vadászjeleneteket mutatott be.

## Élete, munkássága
Ridinger a képzőművészeti tanulmányai szülővárosában, Ulmban Christoph Resch irányítása alatt kezdte (1701–1716), később Johann Falchnál (1687–1727) tanult Augsburgban. Elsajátította Georg Philipp Rugendas rézmetszés művészetének technikáját. Freiherr von Metternich (1706–1731) meghívására három évet Regensburgban töltött. A lovasiskolai tanfolyamok és látogatások meghatározó szerepet játszottak művészetének tökéletesítésében. A rézmetszetein jellegzetes mozdulatokkal és pozíciókkal mutatják be az állatokat mindig részletgazdag, impozáns környezetben. A munkáit a rokokó stíljegyek jellemzik. Később megalapította saját művészeti kiadóját Augsburgban, s itt jelentette meg legtöbb saját művét is. 1759-ben az Augsburg Stadtakademie igazgatója lett. Ízléses rajzai olyan precizitással készültek, hogy porcelán- és kerámiamintákként is elterjedtek. Halála után munkásságát fiai, Martin Elias (1730–1780) és Johann Jakob (1735–1784) folytatták. Kiadóját Martin Engelbrecht műkereskedő vette át, majd 1827-től Johann Alois Schlosser tulajdonába került.